# Saturnaliinae
Saturnaliinae es un clado (o una subfamilia) de dinosaurios sauropodomorfos que vivieron en Brasil y Argentina durante el Triásico superior.

## Historia
En 2010, Martín Ezcurra definió la subfamilia Saturnaliinae para el clado que contiene los dinosaurios Saturnalia y Chromogisaurus, que se descubrió que eran parientes cercanos en varios estudios científicos. Si bien a veces se encuentra que son un subgrupo dentro de los Guaibasauridae. Otros estudios han sugerido que forman un linaje independiente en la base del árbol filogenético Sauropodomorpha.

## Datos recientes
En 2019, Langer y sus colegas recuperaron Pampadromaeus y Panphagia como parientes de Saturnalia y Chromogisaurus, elevando a Saturnaliinae al rango familiar Saturnaliidae. Recuperaron a Guaibasaurus como un terópodo basal.